# Altamira (Santa María de Ipire)
Pour les articles homonymes, voir Altamira.
Altamira est la capitale de la paroisse civile d'Altamira de la municipalité de Santa María de Ipire de l'État de Guárico au Venezuela. 